# Krystyna Ankwicz
Krystyna Ankwicz, właśc. Szyjkowska, primo voto Wojtecka (właśc.Wasilewska), secundo voto Popielska, pseud. „Ankwicz-Popielska”, „Monika de Witt” (ur. 4 kwietnia 1907 we Lwowie, zm. 6 sierpnia 1985 w Warszawie) – polska aktorka teatralna i filmowa.

## Życiorys
Aktorstwa uczyła się u Aleksandra Węgierki. Debiutowała w Krakowie na deskach Teatru im. Juliusza Słowackiego 2 marca 1929 roku rolą Hypatii w sztuce Związek niedobrany George'a Bernarda Shawa. Wtedy po raz pierwszy użyła swojego pseudonimu scenicznego „Krystyna Ankwicz” (nazwisko prababki aktorki).
Występowała w Warszawie (teatry: Narodowy, Letni, Wielki), Krakowie i Łodzi. Grywała także w filmach. Przed wybuchem II wojny światowej występowała przez kilka lat we Lwowie, w tamtejszym Teatrze Wielkim.
Po wojnie prowadziła w Londynie teatr objazdowy (Teatr im. Juliusza Osterwy). Występowała w wielu teatrach Europy (polonijnych i zagranicznych) pod pseudonimem „Monika de Witt”.
Na stałe zamieszkała w Londynie. W Polsce bywała kilka razy, miała zamiar powrócić do ojczyzny i kontynuować tu działalność artystyczną. Wróciła na stałe w roku 1985, zmarła wkrótce po powrocie.

## Filmografia
- 1929: Z ramion w ramiona – Irena, żona Wrzosa
- 1930: Kult ciała – modelka Lina
- 1930: Moralność pani Dulskiej
- 1931: Cham – Franka
- 1931: Kobieta, która się śmieje – Krystyna
- 1931: Uwiedziona – Maria, córka Rawicza
- 1933: Sto metrów miłości – sportsmenka Lili
- 1934: Zamarłe echo – Marysia Liptowska
- 1936: Bohaterowie Sybiru – wnuczka powstańca polskiego

## Spektakle teatralne (wybór)
- 1930 – Don Juan jako Hania (reż. Juliusz Osterwa)
- 1930 – Zły szeląg jako Stefa (reż. Ludwik Solski)
- 1931 – Piękne Polki jako Emma (reż. Józef Węgrzyn)
- 1931 – Przeprowadzka jako Zośka (reż. L. Solski)
- 1931 – Sztuba jako Gajewska (reż. L. Solski)
- 1933 – Mazepa jako Amelia (reż. J. Osterwa)
- 1933 – Cyd (aut. Stanisław Wyspiański) jako infantka
- 1933 – Eros i Psyche jako Laida (reż. J. Osterwa)
- 1934 – Judasz z Kariothu jako Maria z Magdali (reż. Józef Karbowski)
- 1934 – Lilla Weneda jako Lilla Weneda (reż. J. Osterwa)
- 1935 – Stracona miłość jako Henryka Cogolin (reż. J. Karbowski)
- 1939 – Maskarada jako Natalia